# Andreas Martinsen (ishockey)
Andreas Martinsen (født 13. juni 1990) er en norsk ishockeyspiller, der fra 2020 spiller for Lillehammer Ishockeyklubb.
Han har tidligere spillet for Wilkes-Barre / Scranton Penguins, som er landmandsteamet for Pittsburgh Penguins, for San Diego Gulls, som er landmandsteamet for Anaheim Ducks, og for  Chicago Blackhawks i NHL og landmandsteamet Rockford IceHogs i AHL,  og for Montreal Canadiens og Colorado Avalanche i  NHL, San Antonio Rampage i AHL, Düsseldorfer EG i  DEL, Leksands IF i  Hockeyallsvenskan og Lillehammer Ishockeyklubb  i GET League.
Martinsen kommer oprindeligt fra Trondheim, hvor han spillede for Rosenborg IHK, og han har repræsenteret Norge på U18, U20 og seniorniveau, og han er tidligere studerende ved NTG Lillehammer.
Martinsen er en stor angriber, der er kendt for sin solide fysik og engagement i isen.[kilde mangler]